# العلوب الأعلى (القبيطة)

تعديل مصدري - تعديل

العلوب الأعلى هي إحدى قرى عزلة كرش بمديرية القبيطة التابعة لمحافظة لحج، بلغ تعداد سكانها 180 نسمة حسب تعداد اليمن لعام 2004.